# Стийв Морз
Стийв Дж. Морз (на английски: Steve J. Morse) е американски рокмузикант, роден на 28 юли 1954 г. Става известен като китарист на Дикси Дрегс, а от 1994 г. свири с Дийп Пърпъл.
Стилът на Морз обхваща редица музикални жанрове като рок, кънтри, фънк, джаз, класика и фюжън. В добавка към добрата си кариера, работи за кратко и с Канзас.

## Ранни години
Бащата на Морз е свещеник, а майка му пианистка; също така и двамата са психолози. Семейството се мести в Тенеси, а след това Ипсиланти, Мичиган. Там Морз прекарва детството си. Въпреки че е бил запознат с пианото и кларинета, малкото момче проявява интерес към китарата.
Стив работи за кратко с брат си Дейв в група наречена „The Plague“, докато семейството не се премества в Огюста, Джорджия. В края на 60-те Морз свири в група наречена „Three“, заедно с по-големия си брат. След като се записал в Академията на Ричмънд, Стив се запознава с басиста Анди Уест и заедно сформират група, която наричат Dixie Grift, която включва Джони Кар (клавишни), Франк Бритингам (китара и вокали) и Дейв Морз (барабани). Въпреки всичко тази група не просъществувала дълго, тъй като след няколко кавъра на Лед Цепелин и Крийм членовете на групата не мислят да си изкарват прехраната с това.
Уест и Морз продължават да свирят като дует под името Дикси Дрегс, докато Морз не е изгонен от училище в десети клас (за отказа да си отреже косата). Това от своя страна му позволява да се запише в Университета на Маями.
През 70-те Университета е домакин на много музиканти, които ще окажат значително влияние върху музиката в бъдеще като например Брус Хорнсби, Пат Матини, Джако Пасториус и други. Анди Уест също се записва там и заедно с Морз, Барт Иърнал (барабани), Франк Джоузеф (клавишни) и Алън Суоан (цигулка) работят по проект озаглавен Rock Ensemble II. Тази група прави промоционален запис през 1975 г., който е издаден през 1997 г. под името The Great Spectacular.

## Dixie Dregs
След завършването на Университета на Маями, през 1975 г. Морз и Уест официално сформират групата Дикси Дрегс. Приятелят им от университета Род Моргенщайн идва на мястото на пострадалия Барт Иърнал и групата започва да свири все по-често, включително кавъри на Джон Маклафлин. Въпреки че нямат комерсиални амбиции, все по-тежкия график и многобройни представления привличат вниманието на Capricorn Records, включително и на мениджъра на Allman Brothers Band Туйгс Линдън. Така през 1976 г. групата подписва договор с компанията.
Първият им албум за Capricorn „Free Fall“ прави Морз важна фигура във фюжънът и той е признат като композитор и музикант. Мелодиите му са свежи, светли и в същото време сложни. Независимо от това албумът не постига големи продажби и през 1978 г. е издаден „What If“, който е считан за най-добрата работа на Dixie Dregs. В него Морз навлиза в нещо по-различно от това което се е считало за фюжънът по онова време. Южняшки рок, класически, фолк и кънтри елементи се преплитат, за да оформят един комплексен албум от пламенни и високо оценени песни. Въпреки че е придружен от турне, и този албум не носи достатъчно продажби. За сметка на това обаче групата е поканена да свири на джаз фестивалът в Монтрьо на 23 юли 1978 г. Записаното изпълнение е издадено на следващата година под името „Night of the Living Dregs“. През 1979 г. Capricorn банкрутира и групата остава без издател.
През същата година Arista Records подписват договор с групата за издаването на три албума. Така през май 1980 г. излиза "Dregs of the Earth', който е продуциран от Морз. Всикчки песни са написани от китариста и албума достига #27 в джаз класацията на Билборд.
От Arista обаче се притесняват за продажбите на групата и за това настояват да се прекръстят на The Dregs. „Unsung Heroes“ излиза през 1981 г. и представлява още осем песни, написани от Морз. Тогава проличава, че промяната на името не е от полза за пробажбите. Така The Dregs са принудени да добавят текстове към песните си за следващия си албум, подходящо озаглавен „Industry Standard“ (1982). Албумът е обявен за „Най-добър китарен албум на годината“ от читателите на списание Guitar Player. В добавка Морз е избран за „Най-добър китарист“ от същото списание, чест която ще му бъде оказвана пет последователни години. След като изпълняват задълженията си към Arista, The Dregs не издържат на напрежението от постоянните концерти и се разделят в началото на 1983 г.
В края на 80-те групата се събира повторно за турне, в което участват Морз, Моргенщайн, Лавиц и Суоан. Завръщането им е придружено от компилация „Best of“ озаглавена Divided We Stand (1989). Басистът Дейв Ларул свири с групата на седем концерта, кулминацията, от които е лайф албумът от 1992 г. „Bring 'em Back Alive“. Цигуларят Джери Гудман свири на мястото на Суоан, който има ангажименти свързани с лекарската му кариера. В този състав групата подписва с Capricorn за първия си студиен албум от години, озаглавен „Full Circle“ (1994).

## Steve Morse Band и Канзас
Морз започва да събира Steve Morse Band като трио, заедно с Джери Пийк (бас) и Дог Морган (барабани). Скоро обаче Род Моргенщайн замества Морган и започват записите на The Introduction през септември. Групата прави турне в Германия в началото на 1984 г. След това турне подписват с Elektra Records и издават албума в средата на годината. Второ турне в Германия започва през декември, а през 1985 г. излиза „Stand Up“. В него участват гост-вокалисти и китаристи (Ерик Джонсън, Алекс Уйгъртут, Питър Фрамтън, Албърт Лий, Ван Темпъл) и цигуларя Марк О'Конър.
През 1986 Морз се присъединява към рок групата Канзас. С Морз групата издава два албума – „Power“ (1986) и „In the Spirit of Things“ (1988). Китариста напуска групата след турнето за втория албум. Той отново свири с тях на част от турнето им през 1991 г.

## Дийп Пърпъл
По време на турнето си през 1993 г., за албума The Battle Rages On, Ричи Блекмор напуска внезапно групата Дийп Пърпъл. Турнето е завършено с участието на китариста Джо Сатриани, като всички членове на групата, включително самия Сатриани са наясно, че той е временно попълнение, докато не свърши турнето. Тогава музикантите канят Стив Морз да се присъедини към групата и китаристът приема. Така от 1994 г., Към 2022 г. Морз е записал с Дийп Пърпъл осем студийни албума и седем лайф албума.

## Living Loud
Освен участието в Пърпъл Морз заедно с Джими Бърнс, Боб Дейзли, Лий Кърслейк и Дон Еъри сформира Living Loud през 2003 г. Групата издава един студиен албум и концертно DVD през 2004/05 г. През пролетта на 2010 е съобщено, че Морз и Дезли са започнали работа върху нов студиен албум, който трябва да излезе през 2011 г.

## Angelfire
През 2007 г., Морз започва съвместната си работа със Сара Спенсър като проекта е кръстен Angelfire. Албумът със същото име е издаден на 22 юни 2010 г. В него участие взимат Дейв Лару и Ван Ромейн от Steve Morse Band на бас и барабани съответно. Албумът има аксутично звучене, което се различава от предишните творби на Морз. Angelfire откриват няколко концерта на Steve Morse Band в Калифорния през януари и във Флорида през март 2010 г.

## Влияние и техника
Стийв Морз е считан за един от най-завършените китаристи, свирил и творил в редица жанрове. Той е известен със стилистичната си разнообразност и виртуозност на китарата. Само той, Ерик Джонсън и китариста на Йес Стийв Хоу са приети за членове на Залата на славата на китаристите с пет поредни отличия за най-добър китарист на списание Guitar World. Стийв Морз често е споменаван от Джон Петручи като китариста оказал му най-голямо влияние.

## Дискография

### СDixie Dregs
- 1975 The Great Spectacular (Официално издаден през 1997)
- 1977 Free Fall
- 1978 What If
- 1979 Night Of The Living Dregs
- 1980 Dregs of the Earth
- 1981 Unsung Heroes
- 1982 Industry Standard
- 1989 Divided We Stand
- 1992 Bring 'Em Back Alive
- 1994 Full Circle
- 1997 King Biscuit Flower Hour Presents – The Dregs 1979
- 2000 California Screamin
- 2002 20th Century Masters: The Best Of The Dixie Dregs
- 2002 Sects, Dregs & Rock 'n' Roll

### Със Steve Morse Band и соло
- 1984 The Introduction
- 1985 Stand Up
- 1989 High Tension Wires
- 1991 Southern Steel
- 1992 Coast To Coast
- 1995 Structural Damage
- 1996 StressFest
- 2000 Major Impacts
- 2002 Split Decision
- 2004 Major Impacts 2
- 2005 Prime Cuts – From Steve Morse's Magna Carta sessions
- 2009 Out Standing in Their Field

### СДийп Пърпъл
- 1996 Purpendicular
- 1997 Live at the Olympia '96
- 1998 Abandon
- 1999 In Concert with the London Symphony Orchestra
- 1999 Total Abandon: Live in Australia
- 2001 Live at the Rotterdam Ahoy
- 2001 The Soundboard Series
- 2003 Bananas
- 2005 Rapture of the Deep
- 2006 Live at Montreux 1996
- 2007 They All Came Down to Montreux

### СKansas
- 1986 Power
- 1988 In the Spirit of Things
- 1998 King Biscuit Flower Hour Presents Kansas(Записан на 14 февруари 1989)
- 2004 Sail On: The 30th Anniversary Collection
- 2010 There's No Place Like Home DVD

### С Angelfire
- 2010 Angelfire

### С Living Loud
- 2003 Living Loud (САЩ: 2004)
- 2005 Live In Sydney 2004 (2CD/DVD)

### Участия като гост в чужди проекти
- 1977 Tropical Nights – Лайза Минели
- 1980 Schemer-Dreamer – Стив Уолш
- 1986 Storytime – Ти Лавиц
- 1987 Stone From Which The Arch Was Made – Марк О'Конър
- 1987 Surveillance – Triumph
- 1988 Southern By The Grace Of God: Lynyrd Skynyrd Tribute Tour-1987 – Lynyrd Skynyrd
- 1988 Love Your Man – The Rossington Collins Band
- 1990 Nashville Rendez-Vous – Марсел Дади
- 1991 Fingers Crossing – Марсел Дади
- 1992 Country Guitar Flavors – Марсел Дади
- 1992 Lone Ranger – Джеф Уотсън
- 1993 Coven, Pitrelli, O'Reilly – CPR
- 1994 Thonk – Майкъл Манринг
- 1995 Carmine Appice's Guitar Zeus
- 2001 Seventh Key – Seventh Key
- 2001 Nylon & Steel – Мануел Бареко
- 2001 Feeding the Wheel – Джордан Рудес
- 2002 Camino Latino/Latin Journey – 'Лиона Бойд
- 2004 Rhythm Of Time – Джордан Рудес
- 2003 Living Loud – Living Loud
- 2006 Living Loud-Live – Living Loud]]
- 2006 Gillan's Inn – Иън Гилан
- 2007 School of the Arts – School of the Arts (featuring T Lavitz) (Morse contributes acoustic guitar work on 2 tracks, „On Fire“ and „Portrait“)

### Компилации и трибюти
- 1978 Hotels, Motels And Road Shows (Различни изпълнители)
- 1989 Guitar's Practicing Musicians (Различни изпълнители)
- 1991 Guitar's Practicing Musicians Vol. 2 (Различни изпълнители)
- 1991 Guitar Speak III (Различни изпълнители)
- 1992 Rock Guitar Greats (Различни изпълнители)
- 1992 Guitar On The Edge Vol. 2 (Различни изпълнители)
- 1995 Tales From Yesterday (Различни изпълнители трибют на Yes)
- 1996 Crossfire – A Tribute To Stevie Ray (Различни изпълнители трибют на Stevie Ray Vaughan)
- 1996 Working Man (Различни изпълнители трибют на Rush, Морз свири солото на La Villa Strangiato)
- 1996 The Carols Of Christmas (Различни изпълнители)
- 1997 The Carols Of Christmas II (Различни изпълнители)
- 1997 Merry Axemas – A Guitar Christmas (Различни изпълнители)
- 1997 Jazz Fusion Vol. 2 (Различни изпълнители)
- 1998 Guitar Battle (Различни изпълнители)
- 1999 Tribute to the Titans (Различни изпълнители)
- 1999 Rock Guitarists Forever Best (Различни изпълнители)
- 2001 Warmth In The Wilderness – A Tribute To Jason Becker (Различни изпълнители трибют на Джейсън Бекер)
- 2002 A Southern Rock Christmas (Различни изпълнители)
- 2004 Classical Heartbreakers (Различни изпълнители)
- 2005 Future of the Blues Vol. 2 (Различни изпълнители)
- 2006 Back Against The Wall (Различни изпълнители трибют на албуна на Pink Floyd The Wall)
- 2006 Visions of an Inner Mounting Apocalypse (Различни изпълнители трибют на Mahavishnu Orchestra)
- 2006 „The Royal Dan: A Tribute“ (инструментален трибют на джаз рок групата Steely Dan, с различни китаристи на 10 различни песни, Морз свири „Bodhisattva“)